# NOL (album)
NOL  (Niezidentyfikowany Obiekt Latający) – ósmy album bluesrockowego zespołu Breakout, wydany w 1976 przez Polskie Nagrania pod numerem SX 1300.

## Spis utworów
Muzyka: Tadeusz Nalepa.
Słowa: Bogdan Loebl.
Strona A
| 1. | „Taki wiatr”               | 4:50  |
|    |                            |       |
| 2. | „Słuchaj rytmu”            | 3:40  |
|    |                            |       |
| 3. | „W pochodzie codzienności” | 7:40  |
|    |                            |       |
| 4. | „Biel”                     | 3:20  |
|    |                            |       |
|    |                            | 19:30 |
|    |                            |       |
Strona B
| 1. | „Chciałabym być słońcem” | 3:20  |
|    |                          |       |
| 2. | „Gdzie mnie wiodą”       | 5:30  |
|    |                          |       |
| 3. | „Co to za człowiek”      | 4:52  |
|    |                          |       |
| 4. | „Zabierz smutek”         | 5:50  |
|    |                          |       |
|    |                          | 19:32 |
|    |                          |       |
Utwór dodatkowy na płycie CD wydanej w 2005 r. przez wytwórnię płytową Polskie Nagrania „Muza”
| 9. | „Na naszej drodze” | 4:16  |
|    |                    |       |
|    |                    | 04:16 |
|    |                    |       |

## Skład
- Tadeusz Nalepa –  gitara elektryczna, gitara akustyczna, śpiew
- Mira Kubasińska – śpiew
- Zbigniew Wypych – gitara basowa
- Andrzej Tylec – perkusja
- Bogdan Lewandowski – organy Hammonda, fortepian, moog, fortepian Fendera

## Realizacja
- Reżyser nagrania: Janusz Urbański
- Operator dźwięku: Krystyna Urbańska
- Projekt graficzny: Marek Karewicz